# 菊地涼子
菊地 涼子（きくち りょうこ、1964年〈昭和39年〉9月 - ）は、日本の宇宙飛行士、元TBS（東京放送）社員。神奈川県座間市生まれ。

## 人物・来歴
女子学院中学校・高等学校を経て、1987年3月に東京外国語大学外国語学部中国語学科を卒業。同年4月、TBSに入社。本人の希望により、当時TBS唯一の女性カメラマンとして報道局報道センターに配属された。
1989年に、TBSの「宇宙特派員計画」に応募。150人以上の候補者から選抜され、1989年10月には秋山豊寛とともに宇宙飛行士としての訓練のためソ連の星の街に派遣された。
星の街で約1年間、宇宙飛行士としての訓練や医学チェックを受ける。1990年9月からはアナトリー・アルツェバルスキー、セルゲイ・クリカレフとクルーを組んでの訓練を受け、1990年11月にソユーズTM-11ミッションにおいて、秋山、ムサ・マナロフ、ヴィクトル・アファナシェフのメインクルーに対してのサブクルーに任命された。
最終医学チェックにもパスし、秋山に問題が起きた場合には代わりに宇宙に向かう可能性もあったが、同年11月24日にカタル性虫垂炎に罹患して緊急手術を受けることとなり、サブとしての役割を果たせなかった。このことにより、バックアップ要員のいなくなった秋山がかなりのストレスを溜めてしまった、というエピソードがある。幸い手術が成功し、術後の経過も良好だったことから、『日本人初!宇宙へ』において、地上でソユーズとミールに関するコメンテーターの役割を担った。
菊地自身は、その後も宇宙に行く機会に恵まれなかった。
2000年にTBSを退社してから、NPO法人KU-MA理事、青山学院大学外部招聘講師を務めた。

## 著書
- 『星の街から - 誰でもなれる宇宙飛行士訓練日記』（小学館、1991年4月）ISBN 978-4093870627
- 『こちら宇宙特派員!―宇宙に行ってみた!』（毎日新聞社、1991年2月）ISBN 978-4620307756（秋山豊寛との共著）